# Улица Нуриманова (Салават)
Улица Нуриманова (башк. Нуриманов урамы) — улица расположена в северной части города, в промышленном районе Салавата. 

## История
Застройка улицы началась в 1950 году.   Улица застроена частными промышленными зданиями, здесь находится и хлебозавод.

## Трасса
Улица Нуриманова находится в промышленном районе города. . 

## Транспорт
По улице Нуриманова общественный транспорт не ходит. 